# La Colpa, Il Pentimento, la Grazia
Colpa, Pentimento e Grazia

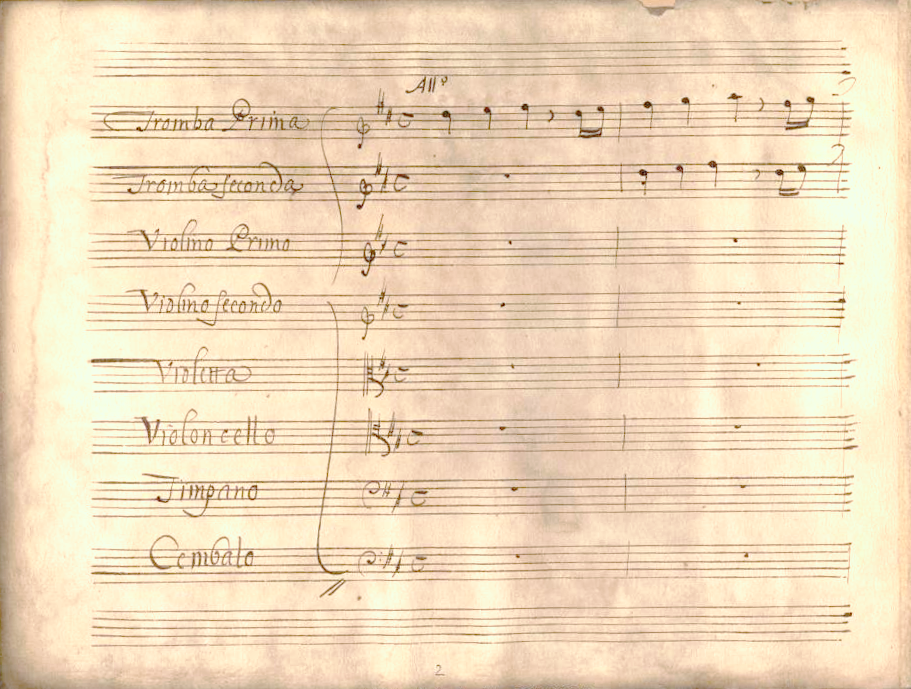
Página de estreno de la partición de « La Colpa, Il Pentimento, La Grazia »,

Oratorio per la Passione di nostro Signor Jesu Cristo.
La Colpa, Il Pentimento, la Grazia
(la culpa, el arrepentimiento, la gracia)
Oratorio para tres voces e instrumentos con música de Alessandro Scarlatti y texto del Cardenal Pietro Ottoboni. Se representó el miércoles santo de 1708 en el palacio de la Cancillería de Roma. 
El libreto está basado en las lamentaciones de Jeremías.
La rica orquestación incluye trompas, trombón, timbales, cuerdas y bajo continuo. Los recitativos están acompañados preferentemente por los arcos en lugar del más usual clave
u órgano.
La Colpa destaca, junto con Il Dolore di Maria Vergine, como una de las obras maestras del oratorio compuestas por Scarlatti y como paradigma del género del Oratorio Romano de la época. 

## Colpa, Pentimento e Grazia
Oratorio per la Passione di Nostro Signore Gesù Cristo
| Colpa      | soprano |
| Pentimento | alto    |
| Grazia     | soprano |

### Parte Prima
- Introduzzione
- Aria (Colpa) - "Fosso orrore il tutto ingpmbra"
- Recitativo (Colpa) - "Pende dall'alto di quel tronco esamgue"
- Dueto (Colpa e Pentimento) - "Cangio aspetto col perdono"
- Arioso (Pentimento) - "Come sola rimane"
- Aria (Pentimento) - "Spinta dal duolo, fra le catene"
- Arioso (Colpa) - "Le strade di Sion neglette sono"
- Aria (Grazia) - "Gerusalem pentita"
- Recitativo (Grazia, Colpa, Pentimento) - "Stende l'ali funeste in faccia al Sole"
- Dueto (Pentimento/Grazia) - "Piangerò/Piangi pur"
- Recitativo (Pentimento) - "Ma per render più grave"
- Arioso (Colpa) - "La Figlia di Sion non ha più in volto"
- Aria (Colpa) - "Gerusalem non ha"
- Arioso (Colpa) - "Passeggia per sentier sordido"
- Aria (Colpa) - "Mira, Signor, deh mira"
- Arioso (Grazia) - "Gerusalem ritorna!"
- Recitativo (Pentimento) - "Prenderò dal tuo lume"
- Aria (Pentimento) - "Io vorrei, che in me discesa"
- Arioso (Colpa) - "Vide Sion rapirsi"
- Aria a 3 (Grazia, Colpa, Pentimento) - "Gerusalemme ingrata"

### Parte Seconda
- Aria (Pentimento) - "Ho un solo core in seno"
- Recitativo (Pentimento) - "Saggio pensier talor mi sgrida"
- Aria (Colpa) - "Pensa al tuo Dio trafitto"
- Recitativo (Pentimento, Grazia) - "Ne sparger contro me le tue querele"
- Aria (Grazia) - "Figli miei, spietati figli"
- Recitativo (Pentimento, Colpa) - "Pur troppo il so"
- Dueto (Colpa e Pentimento) - "Tu cagion sei del mio pianto"
- Arioso (Pentimento) - "Ingrato cuore"
- Aria (Pentimento) - "No, non ti voglio ingrato"
- Recitativo (Colpa) - "Ti guidi pur al lido"
- Arioso (Colpa) - "D'orror, di doglia pieno"
- Aria (Colpa) - "Trombe, che d'ogni intorno"
- Arioso/Recitativo (Pentimento, Grazia) - "Santo, Forte"
- Aria (Grazia) - "Qual rugiada, ch'il prato feconda"
- Recitativo (Pentimento) - "No, che non bramo contenti"
- Aria (Pentimento) - "Io ti sento nel mio seno"
- Recitativo (Colpa) - "Tormento è sempre la memoria mia"
- Aria (Colpa) - "Ma se l'uman potere"
- Recitativo (Pentimento, Colpa, Grazia) - "O quanto è ver, ch'a un'Anima pentita"
- Tutti (Grazia, Colpa, Pentimento) - "O Croce unica speme"

Alessandro Scarlatti

## Discografía
- Alessandro Scarlatti: Colpa, Pentimento e Grazia. La Stagione Frankfurt. Michael Schneider. CAPRICCIO 10411/12
- Alessandro Scarlatti: Colpa, Pentimento e Grazia. Orquesta Barroca de Sevilla. Eduardo López Banzo. HARMONIA MUNDI HMI 987045.46 (2003).

- Datos: Q5962951